# Kaliszanie
Kaliszanie, in. opozycja kaliska, partia kaliska – liberalni politycy pochodzący z zachodniej części Królestwa Polskiego, głównie z województwa kaliskiego, działający w latach 1820–1831 pod przywództwem Bonawentury Niemojowskiego i Wincentego Niemojowskiego, członków Rządu Narodowego w czasie powstania listopadowego (1830–1831); swój program polityczny kaliszanie oparli na doktrynie Benjamina Constanta.
Kaliszanie byli zwolennikami utrzymania politycznego status quo, jakie powstało po kongresie wiedeńskim (1815), i utrzymania autonomii Królestwa Polskiego.
Ugrupowanie zdecydowanie odrzucające nielegalne działania. Celem – postawa legalna, na forum parlamentu, który chętnie chcieli zreformować na modłę francuską, z zasiadaniem posłów według klucza lewica-prawica-centrum.
W kwestiach gospodarczych opowiadali się za rozwojem i postępem technologicznym, a także za umiarkowanymi reformami agrarnymi – oczynszowaniem chłopów.
Do opozycji kaliskiej należeli m.in. Alojzy Prosper Biernacki, Gabriel Józef Alojzy Biernacki, Teodor Morawski, Teofil Morawski, Bonawentura Niemojowski, Jan Nepomucen Niemojowski, Wincenty Niemojowski, Antoni Jan Ostrowski, Władysław Tomasz Ostrowski, Ignacy Prądzyński, Stanisław Kaczkowski, Józef Komorowski, Jan Nepomucen Umiński, Walenty Zwierkowski.
W 1831, w czasie powstania listopadowego, Sejm powołał rząd Bonawentury Niemojowskiego, w którym większość tek ministerialnych objęli kaliszanie; po upadku powstania listopadowego przedstawiciele stronnictwa kaliszan założyli w Paryżu Komitet Tymczasowy Emigracji Polskiej, pierwsze ugrupowanie polityczne Wielkiej Emigracji.